# Evgenija Volodina
Evgenija Evgen'evna Volodina (in russo Евгения Евгеньевна Володина?; Kazan', 23 settembre 1984) è una supermodella russa.

## Carriera
La carriera della Volodina nel mondo della moda inizia nel 1998, quando partecipa ad un casting di un'importante agenzia di moda russa. Pur non vincendo, alla Volodina viene offerto un contratto da una agenzia parigina nel 2000, che la costringe a trasferirsi in Europa. Dopo due anni, nel 2002 la modella acquisisce una certa popolarità grazie ad un servizio, curato dal fotografo Steven Meisel per Vogue Italia. Quello stesso anno, la Volodina, insieme alla collega connazionale Natal'ja Vodjanova apre le sfilate della collezione autunno/inverno di Gucci.
In seguito la modella conquisterà le copertine di Vogue, Harper's Bazaar, ed Elle e comparirà nei cataloghi di Bloomingdale's, Louis Vuitton, Neiman Marcus, e Victoria's Secret, per la quale oltretutto ha sfilato nel 2002, 2003, 2005 e 2007. Inoltre ha lavorato con Escada, Bulgari, Bill Blass, Versace, Valentino, Yves Saint-Laurent, Zac Posen, Salvatore Ferragamo, Fendi, Gucci, Chanel eyewear, Dolce & Gabbana, Oscar de la Renta, e Céline.
È stata la testimonial per la linea di cosmetici di Yves Saint-Laurent e per il profumo V by Valentino, ed è apparsa sul calendario Pirelli. È sotto contratto con le agenzie DNA di New York, Why Not di Milano, Viva di Parigi, Take Two di Londra e Traffic di Madrid.

## Agenzie
- Viva Models - Parigi
- Modelwerk
- Why Not Model Agency
- DNA Model Management
- M4 Models - Amburgo
- Grace Models
- MY Model Management